# المپیک تابستانی ۱۹۱۲
المپیک تابستانی ۱۹۱۲ (در انگلیسی:Games of the V Olympiad) که به‌طور رسمی با نام «بازی‌های المپیاد پنجم» شناخته می‌شود، از ۵ مه تا ۲۲ ژوئیه ۱۹۱۲ میلادی در شهر استکهلم، در کشور سوئد و با حضور ۲٬۴۰۷ ورزشکار زن و مرد از ۲۸ کشور جهان و در ۱۴ رشته ورزشی برگزار شد.

## انتخاب میزبان
کاندیداها:
۱.استکهلم-سوئد
انتخاب: استکهلم
محل رای‌گیری: برلین-پادشاهی آلمان

## ورزش‌ها
- ورزش‌های آبی
  -  شیرجه (4)
  -  شنا (9)
  -  واترپلو (1)
- دو و میدانی (30)
- دوچرخه‌سواری (2)
- سوارکاری
  - درساژ (1)
  - اونتینگ (2)
  - پرش نمایشی (2)
- شمشیربازی (5)
- فوتبال (1)
- ژیمناستیک (4)
- پنج‌گانه مدرن (1)
- روئینگ (4)
- قایقرانی بادبانی (4)
- تیراندازی (18)
- تنیس (8)
- طناب‌کشی (1)
- کشتی (5)

## کشورهای شرکت کننده
| - استرالزی (۲۶) - اتریش (۸۵) - بلژیک (۳۶) - بوهم (۳۹) - کانادا (۳۶) - شیلی (۱۴) - دانمارک (۱۵۲) - مصر (۱) - فنلاند (۱۶۴) - فرانسه (۱۱۲) - آلمان (۱۸۷) - بریتانیای کبیر (۲۷۹) - یونان (۲۲) - مجارستان (۱۱۹) - ایسلند (۲) - ایتالیا (۶۸) - ژاپن (۲) - لوکزامبورگ (۲۱) - هلند (۳۳) - نروژ (۱۹۱) - پرتغال (۶) - امپراتوری روسیه (۱۵۹) - صربستان (۲) - آفریقای جنوبی (۲۱) - سوئد (۴۴۴) (میزبان) - سوئیس (۷) - ترکیه (۲) - ایالات متحده آمریکا (۱۷۴) |

## جدول مدال‌ها
| رتبه | کشور                | طلا | نقره | برنز | مجموع |
| ---- | ------------------- | --- | ---- | ---- | ----- |
| 1    | ایالات متحده آمریکا | ۲۵  | ۱۹   | ۱۹   | ۶۳    |
| 2    | سوئد (میزبان)       | ۲۴  | ۲۴   | ۱۷   | ۶۵    |
| 3    | بریتانیای کبیر      | ۱۰  | ۱۵   | ۱۶   | ۴۱    |
| 4    | فنلاند              | ۹   | ۸    | ۹    | ۲۶    |
| 5    | فرانسه              | ۷   | ۴    | ۳    | ۱۴    |
| 6    | آلمان               | ۵   | ۱۳   | ۷    | ۲۵    |
| 7    | آفریقای جنوبی       | ۴   | ۲    | ۰    | ۶     |
| 8    | نروژ                | ۴   | ۱    | ۴    | ۹     |
| 9    | کانادا              | ۳   | ۲    | ۳    | ۸     |
| 9    | مجارستان            | ۳   | ۲    | ۳    | ۸     |